# Castillo de Walmer
El castillo de Walmer es una fortificación de artillería costera en Walmer, Kent, Inglaterra. Es uno de los treinta Device Forts, el sistema de fuertes construido por Enrique VIII para proteger la costa sur de Inglaterra frente a una posible invasión por parte de la alianza entre Carlos I de España y Francisco I de Francia, formada por la Tregua de Niza de 1538.
Construido entre 1539 y 1540, con planta en forma de la Rosa Tudor, es, junto con los castillos de Deal y Sandown, una de las tres fortificaciones diseñadas para proteger la rada de The Downs, entre el banco de arena de los Goodwin Sands y la costa de Kent. El perfil bajo de los tres castillos dificultaba la puntería desde el mar mientras que sus muros curvados reducían los eventuales daños causados por la artillería, aunque más de cien años después sufrirían graves daños por mortero durante los largos asedios de la guerra civil inglesa.

## Guerra de los Ochenta Años
La batalla de las Dunas (1639), librada en aguas territoritales británicas del canal de la Mancha entre una flota de las Provincias Unidas de los Países Bajos y unos 65 barcos de guerra —de los cuales solo llegaron a participar en la batalla una veintena— de la flota española con unos 12 000 infantes embarcados, tuvo lugar en frente de los tres castillos. Aunque se desplegó una flota de naves inglesas, bajo el mando del almirante sir John Pennington, para asegurarse de que las flotas combatientes no se acercaran demasiado a la costa, ninguno de los castillos intervinieron directamente. Aunque Inglaterra era oficialmente neutral, el incidente fue considerado una humiliación para los ingleses, entre otras consideraciones porque sus fuerzas navales se encontraban en un momento de debilidad, parte del declive generalizado en que se encontraba el país durante los últimos años del reinado de Carlos I y en concreto, como reacción al impopular impuesto de los buques (en inglés  Ship Money tax) de 1634 que pretendía financiar precisamente los costes de mantenimiento de la defensa costera y la construcción del Sovereign of the Seas, un proyecyo personal del rey para reafirmar su creencia en la superioridad naval del país. Todo ello se sumaba al malestar que desencadenaría la Revolución inglesa, más concretamente, la primera guerra civil inglesa en 1642.

## Guerra civil inglesa
El castillo de Walmer fue asediado en 1648 cuando las tropas monárquicas, partidarios del rey Carlos I, ocupantes también de los castillos de Deal y Sandown, pudieron resistir, durante casi cuatro semanas, a las fuerzas parlamentarias, aunque finalmente tuvieron que rendirse, probablemente —al menos en el caso de Walmer— por falta de provisiones. A mediados del año, el resto del país estaba bajo el control del Parlamento, salvo por estos tres castillos y a mediados de agosto, con el fin de levantar a los tres castillos asediados, el príncipe de Gales, Carlos, mandó desembarcar en Deal a 500 soldados y 800 marineros, que fueron derrotados por una fuerza menor de parlamentarios. Fallecieron en batalla 200 monárquicos, muchos de ellos oficiales y 100 fueron hechos prisioneros, incluyendo su comandante en jefe y otros altos mandos.

## Residencia oficial

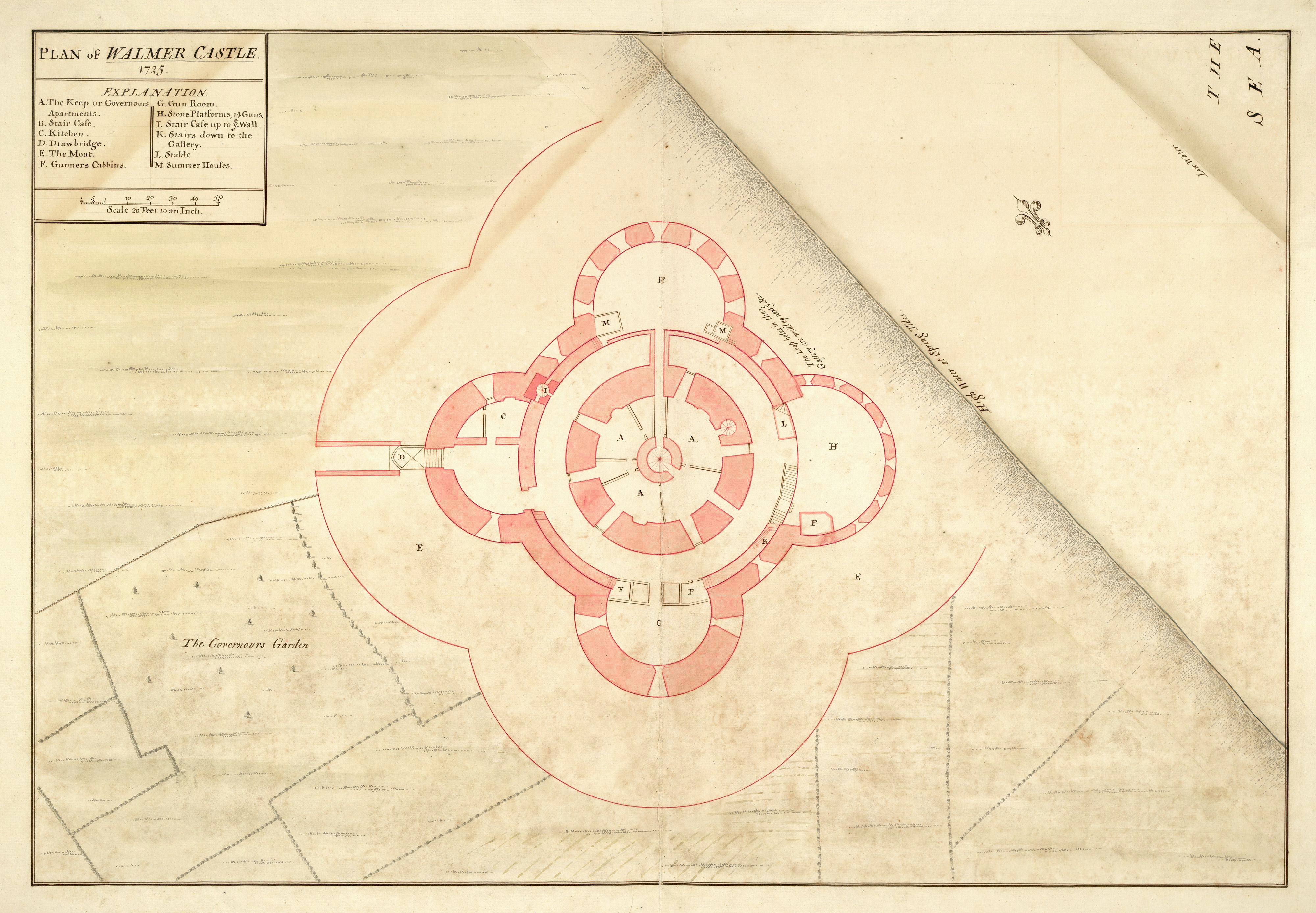
Plano del castillo de Walmer en 1725

En 1708, el castillo se convierte en la residencia oficial del alcaide (Lord Warden) de los Cinco Puertos.
En el verano de 1803, como alcaide (cargo que ostentó desde 1792 hasta su fallecimiento), Pitt formó una fuerza de 3000 voluntarios destacados en Walmer y en 1805, de nuevo primer ministro, observó desde el castillo, y en compañía de varios altos mandos militares, incluyendo a sir Sidney Smith y a sir George Don, el ensayo de un torpedo diseñado por el estadounidense Robert Fulton. Durante sus estancias en Walmer, Pitt y su sobrina, lady Hester Stanhope, entablaron gran amistad con el general sir John Moore —muerto en la batalla de Elviña en 1809— hasta tal punto que Pitt le consideraba a Moore su asesor militar.
En enero de 1829, poco después de convertirse en primer ministro, el duque de Wellington fue nombrado alcaide y, a partir de ese momento, pasaba todos los otoños en el castillo, donde falleció en 1852.

## Falsa alarma de una invasión francesa
En 1744, en el marco de la declaración de guerra a principios del año entre Gran Bretaña y Francia por la guerra de Sucesión austriaca y el desastroso intento de invasión del país por parte de las tropas del mariscal Mauricio de Sajonia, fallido por la pérdida en un temporal de más de la mitad de la flota de 22 naves bajo el mando de Jacques de Roquefeuil que tenía que transportar las tropas, la escritora y poetisa Elizabeth Carter relata en su correspondencia a una amiga un incidente en el cual dos jóvenes entraron al castillo y asustaron allí a dos mujeres mayores, que dieron la alarma en el pueblo de una invasión francesa con una fuerza de 200 hombres. Acudió al castillo un destacamento de 70 soldados desde el castillo de Deal, un gran número de la milicia de ambos pueblos y numerosos soldados de los barcos fondeados en las proximidades.